# Aurès (gorovje)
Gorovje Aurès (arabsko جبال الأوراس, v antiki znano kot latinsko Aurasius Mons) je podobmočje Saharskega Atlasa v severovzhodni Alžiriji. Gorovje je dobilo ime po gorski naravni in zgodovinski regiji Aurès.

## Geografija
Gorovje Aurès so vzhodno nadaljevanje Saharskega Atlasa. Najvišji vrh v pogorju Aurès je Djebel Chélia v provinci Khenchela z višino 2328 m.
Pogorje Belezma je severozahodni podaljšek gorovja Aurès, ki je tam, kjer se združita Telski Atlas in Saharski Atlas. Njegova glavna vrhova sta 2178 m visok Djebel Refaâ in 2136 m visok Djebel Tichaou. Atlaška gorska veriga se razteza v dolžini več kot 1000 kilometrov nad severno Afriko.

## Zgodovina
Zgodovinsko gledano je Aurès služil kot zatočišče in branik za berberska plemena, ki so skozi stoletja tvorili osnovo za odpor proti Rimljanom, Vandalom, Bizantincem in Arabcem.
Gorsko območje je bilo tudi okrožje Francoske Alžirije, ki je obstajalo med alžirsko vojno za neodvisnost in po njej od leta 1954 do 1962. V tej regiji so alžirsko vojno za neodvisnost začeli berberski borci za svobodo. Zaradi razgibanega terena je Aurès še vedno eno najmanj razvitih območij v Magrebu.

## Prebivalstvo
V vzhodni Alžiriji je Aurès velika berberska regija, dom ljudstva Chaoui. Vzhodnoberbersko prebivalstvo Chaoui izvaja tradicionalno selitev, kmetovanje na fiksnih kamnitih terasah v gorah, kjer gojijo sirek, pa tudi druga žita in zelenjavo. Sezonsko svoje govedo preselijo v razmeroma topla območja v nižinskih dolinah, kjer si postavijo šotore ali živijo v drugih začasnih bivališčih in pozimi skrbijo za živino.

## Lastnosti
- Lokacija regije Aures v Alžiriji
- Pogled na eno od gora pogorja Belezma, zahodnega podgorja Auresa
- Pokrajina južnega območja območja